# Яковлев, Анатолий Георгиевич
Анатолий Георгиевич Яковлев (род. 2 октября 1958, Чишминский район, Башкирская АССР) — советский и российский самбист и дзюдоист, чемпион и призёр чемпионатов СССР по самбо, призёр чемпионата России по дзюдо, победитель и призёр розыгрышей Кубка СССР по самбо, призёр розыгрышей Кубка СССР по дзюдо, чемпион и призёр чемпионатов мира по самбо, обладатель Кубка мира по самбо, мастер спорта СССР по дзюдо (1978), мастер спорта СССР международного класса по самбо (1985). Тренер по дзюдо.

## Биография
Начал заниматься борьбой в СДЮСШОР №6 «Геркулес» спортивного общества «Урожай» под руководством Ю. Е. Филиппова. Член сборной команды СССР в 1980-1989 годах. Выпускник Башкирского сельскохозяйственного института 1984 года. Выпускник Уральской академии физической культуры 1988 года. В 1984 году начал работать в Башкирском сельхозинституте. В 1989-2010 годах работал в Уральском юридическом институте Уфы (Высшая школа МВД РФ). Тренер-преподаватель по борьбе дзюдо в Муниципальном бюджетном учреждении «Спортивная школа № 32» Уфы.

## Спортивные результаты

### Самбо
- Чемпионат СССР по самбо 1982 года — ;
- Чемпионат СССР по самбо 1985 года — ;
- Чемпионат СССР по самбо 1986 года — ;

### Дзюдо
- Чемпионат СССР по дзюдо 1980 года — ;
- Чемпионат России по дзюдо 1994 года — ;